# Бурунча
Бурунча — река в России, протекает в Саракташском районе Оренбургской области. Устье реки находится в 70 км по правому берегу реки Большой Ик у села Бурунча. Длина реки составляет 23 км.
Река протекает через населённые пункты Новый Сокулак Новосокулакского сельсовета; Черепановка, Фёдоровка Вторая и Широкий Брод Старосокулакского сельсовета; Бурунча Бурунчинского сельсовета.

## Данные водного реестра
По данным государственного водного реестра России относится к Уральскому бассейновому округу, водохозяйственный участок реки — Большой Ик. Речной бассейн реки — Урал (российская часть бассейна).
Код объекта в государственном водном реестре — 12010000612112200006108.